# Néry Catineau
Pour les articles homonymes, voir Néry (homonymie).
 (novembre 2014).
Si vous disposez d'ouvrages ou d'articles de référence ou si vous connaissez des sites web de qualité traitant du thème abordé ici, merci de compléter l'article en donnant les références utiles à sa vérifiabilité et en les liant à la section « Notes et références ».
Néry Catineau, également dit simplement Néry, est un auteur, chanteur, réalisateur et metteur en scène français.

## Biographie
Après des études de cinéma d'animation à l'École des Gobelins à Paris et la réalisation de courts métrages avec le collectif Super Trollop, dont Travail du Fer nommé aux César en 1987, Néry débute dans la musique aux alentours de 1986, créant le groupe Les Nonnes Troppo puis peu après Les VRP, qui se produira en France, Japon, Pologne, Canada, Sénégal... de 1989 à 1993 pour finir au Zénith de Montpellier. Alors que Les VRP ont définitivement raccroché, Les Nonnes Troppo ressortent régulièrement pour quelques concerts.
Durant cette période, Néry réalise des clips, dont Pas assez de toi pour la Mano Negra. Notons également Warszawa pour le groupe polonais T.Love qui remporte le Grand Prix de Gdansk en 1991. On y retrouve l'esprit VRP appliqué à d'autres musiques.
En 1996, Néry commence une carrière de chanteur en solo, produisant un premier album La Vie c'est de la viande qui pense... marquant un tournant dans sa vie de musicien : alors que ses chansons pouvaient s'apparenter au genre rock alternatif des années 1990, cet album solo mélange chanson, flamenco, trip hop, musique classique, electro et bien d'autres, avec des chansons allant de 40 secondes à 10 minutes. Cet album reçoit d'ailleurs le Grand Prix du Disque de l'Académie Charles-Cros en 1999.
Suivront deux autres albums et tournées associées : Vol Libre en 2002 (avec les musiciens Bertrand Belin à la guitare, 
Pierre Le Bourgeois au violoncelle et Olivier Daviaud au piano), et Néry Belgistan Yanzy en 2006 (avec La Fanfare du Belgistan). C'est aussi la période où il apparaît sur les albums d'autres artistes (Olivia Ruiz mais aussi -M-, les Ogres de Barback, Ouf la puce, etc.).
À partir de l'an 2000 il est sollicité pour mettre en scène les spectacles musicaux d'autres artistes (Romain Didier, Olivia Ruiz, Daniel Lavoie...)
Enfin, depuis quelques années, Néry diversifie son travail, revisitant par exemple ses chansons avec un orchestre symphonique (Rumeurs de ville en 2002), créant un spectacle en Chine avec des musiciens Chinois et Belges (Lukou en 2007), ou créant encore un spectacle avec un musicien de jazz, des réfugiés, des SDF et des lycéens (Un exil en 2008).

## Discographie
avec le groupe Les Nonnes Troppo
- La mission musicale (1988)
- Le couvent (1996)
- Conférence publique sur le thème des saisons (1996)

avec le groupe Les VRP
- Remords et tristes pets (1989)
- Retire les nains de tes poches(1990)
- Vacances prolongées (1992)
- Fermeture définitive (2002)
- Liquidation Totale (2002)

sous le nom de Néry
- En bref (1998)
- La vie c'est de la viande qui pense... (1999), Grand Prix du Disque de l'Académie Charles-Cros
- Vol libre (2002)
- Néry Belgistan Yanzi (2006)

## Filmographie
- Courts métrages (1978-2002) :
- Bernadette Scoubidou, fiction visionnaire de 10 minutes (1978)
- Pakalolo, film fiction autour de la planche à voile, 12 minutes (1980)
- J-B Eouinge, fiction autour de Dallas, 8 minutes (1981)
- Massacre à la poinçonneuse, film d'animation de 5 minutes (1982)
- Le Travail du Fer, film d’animation de 10 minutes. Primé à Lille, Marly le Roi, Créteil, Tampere (Finlande), Cork (Irlande) puis nommé aux Césars. Ce film a reçu " la Prime à la Qualité " (1987)
- Un Orchestre Burlesque Municipal a reçu L’aide à l'écriture de la Fondation Beaumarchais mais n'a jamais vu le jour.
- Un Cuistot chez les Ogres, reportage sur une journée de folle cuisine au Chapiteau Latcho Drom des Ogres de Barback (2000)
- Silhouettes du vent, reportage impressionniste au Festival du Vent à Calvi (2001)
- Ce Pays et Poutine, sur la tournée québécoise d’octobre et novembre 2001 (2002)

-  Video-clips (1990-2006) :
- V.V. (Ukraine) : reportage en musique sur un mois de tournée en France
- T. Love (Pologne) : Warszawa 1er Prix du festival de vidéo-clips de Gdansk
- Les Yeux noirs (France) : Le Châle bleu
- Les Yeux noirs (France) : Avremel reportage et clip sur le groupe en Israël.
- Les Nonnes Troppo (France) : Le Quadrille du 3e âge, trois Nonnes dans le "Grand Monde"
- Les Satellites (France) : Les Américains et Le Nez à la place de la bouche
- La Mano Negra (France) : Pas assez de toi
- Les VRP (France) : Vacances Prolongées, programme de 52 minutes diffusé sur Canal+, Mégamix et Paris Première
- Sons of the Desert (Angleterre) : Within a Mile
- Szwagierkolaska (Pologne) : A Ja Sobie Gram Na Gramofonie
- Néry (France) : Taxi !
- Michaël Clément (France) : La girafe
- La Crevette d'acier (France) : préparation d’un DVD regroupant reportage et vidéo-clips
- Néry (France) : Néry et Marco Nguyen réalisent un vidéo clip sur la chanson Petites M

## Sur scène
avec le collectif Super Trollop
- 1984 : Jacques le Tueur de Géants, opéra en carton
- 1985 : Tussanforh, série télé plus grande que nature
- 1986 : Le Cirque Trampolizza, un piètre cirque familial
- 1991 : Le Lac des Cygnes, ballet pas classique
- 1992 : L'Œuf, opéra en papier mâché
- 1993 : Règlement de Contes, conte Grand-Guignol en forme de comédie musicale effrayante et en vrai !

avec le groupe Les Nonnes Troppo
- de 1986 à 2002 : tournées en France et en Suisse

avec le groupe Les VRP
- de 1989 à 1993 : tournées dans toute la France mais aussi en Pologne, en Ukraine, au Japon et au Québec.

sous le nom de Néry
- de 1997 à 2008 : tournées en France, en Suisse, et au Québec

- Depuis 2002 : Rumeurs de ville, spectacle pour orchestre symphonique et musiques amplifiées orchestré par Olivier Daviaud autour de chansons de Néry et créé à Nantes sous la direction de Christophe Duchêne. Redonné à Noisiel avec l’Orchestre du Val-Maubuée sous la direction de Jean-Michel Henry.

- Depuis 2002 : Le Cabaret du Grand Poulet, où Néry et Polo, mijotant des textes et des chansons, ont déjà reçu : Bénabar, Charlotte etc., Loïc Constantin, La Crevette d'acier, Jacques Higelin, Isabel Juanpera, Kent, Denis Lefdup, Franck Lorrain, Les Matchboxx, Franck Monnet, Belem Muriel, Les Ogres de Barback, Pazette, Adriana Pedrolo, Catherine Ringer, Brad Scott, Eric Toulis et Les Escrocs, Vic Moan, Jonathan, Olivia Ruiz, Les Yeux noirs, Pierre Lericq et Les Epis Noirs…

- En 2008 : Un Exil avec Issam Krimi Trio travail de création initié par le Panonnica et la Bouche d’air à Nantes. Création musicale en atelier avec un Lycée, un centre de détention, un centre d’accueil de s.d.f., un centre d’accueil de réfugiés et un restaurant social.

- En 2008 : Lukou, une tournée en Chine avec les musiciens du Belgistan autour d’une création musicale en forme de rencontre avec le musicien chinois Bailong joueur de « Matouqin » (violon mongol).

## Mises en scène
- 2000 : travail de fond sur le concert des Jambons à Nantes.
- 2002 : mise en scène de Délassé, spectacle de Romain Didier.
- 2003- 2004 : mise en scène de Voyage en duo, spectacle de Enzo Enzo.
- 2004 : travail de fond sur le spectacle de Laurent Viel.
- 2004 : travail de scène avec le groupe Semtazone.
- 2004 : mise en scène de J’aime pas l’amour, concert concept d’Olivia Ruiz.
- 2004 : mise en scène de Insensatez, spectacle concert d’Adriana Pedrolo.
- 2004 : mise en scène de Comédies humaines, spectacle de Daniel Lavoie.
- 2005 : mise en scène du concert du groupe Les Blérots de R.A.V.E.L..
- 2005-2006 : mise en scène de Ay, spectacle de danse et de percussions d’Ana Yerno.
- 2006-2007 : travail en scène de groupes de la jeune scène française : Electric Bazar Compagnie, Fata Morgana, Monsieur Lune et Les Princes Chameaux.
- 2007 : mise en scène et conception de Pinocchio court toujours, adaptation du conte de Collodi mis en musique par Romain Didier et Pascal Mathieu.
- 2008 : travail en scène et accompagnement des groupes : Lugo, Santa Macairo Orkestar, Vincent Venet (Belgique), Sacha Toorop (Belgique).
- 2008 : mise en scène du show Nous sommes tous Claude François commandé par les Francofolies de La Rochelle et de Spa pour le 30e anniversaire de la mort du chanteur.
- 2008 : mise en scène du spectacle (fr)agile de Yves Duteil
- 2008-2009 : mise en scène d’un conte musical chinois adapté par Romain Didier pour chœur et orchestre.
- 2009 : création du collectif La Palmera : http://www.collectifpalmera.com collectif avec lequel il renoue avec le théâtre et l'écriture
- 2013 création dans le cadre du collectif La Palmera, avec Paul Nguyen et Nelson-Rafaell Madel, d'une adaptation d'Andromaque "Oreste aime Hermione qui aime Pyrrhus qui aime Andromaque qui aime Hector qui est mort"
- 2014 création d'un conte musical pour chœur, quatuor et violon solo "Le violon virtuose qui avait peur du vide" avec Sergey Malov (soliste) et le quatuor Akilone. musique de Thomas Nguyen

## Participations
- 2018 : il interprète Michel le hérisson, le narrateur dans le conte musical Le Grand Voyage d’Annabelle.
- 2023 : dans l'album Tout est vrai de David Courtin, il accompagne vocalement ce dernier sur le titre Malheureux malheur[1].